# Cesare Moretti Jr
Cesare Moretti Junior (Boulogne-Sur-Seine, 6 de setembre de 1914 - Vail, 8 d'abril de 1985) fou un ciclista italià que es naturalitzà estatunidenc el 1940. Professional des del 1936 fins al 1948, es va especialitzar en el ciclisme en pista.
Era fill del també ciclista Cesare Moretti.

## Palmarès
- 1937
  - Vencedor d'una etapa al Tour del Nord
- 1939
  - 1r als Sis dies de Nova York (amb Cecil Yates)
- 1940
  - 1r als Sis dies de Washington (amb William Peden)
- 1948
  - 1r als Sis dies de Nova York (amb Alvaro Giorgetti)
  - 1r als Sis dies de Buffalo (amb René Cyr)